# Indostomidae
Indostomidae – monotypowa rodzina ryb ciernikokształtnych (Gasterosteiformes).

## Klasyfikacja
Rodzaj zaliczany do tej rodziny:
Indostomus